# Iglesia de Santa María la Real (Azcoitia)
La Iglesia de Santa María la Real es una iglesia ubicada en el municipio guipuzcoano de Azcoitia. Su construcción se inició en el siglo XVI, y se terminó en el siglo XVII.
Su estructura sigue las directrices del llamado renacimiento vasco. Tiene panta de salón y tres naves. Lo más llamativo de la estructura son las ocho columnas toscanas que sostienen el techo, las cuales cuentan con 14 metros de altura. La estructura, en la parte exterior, ha experimentado algunos largos, algunos por simples convenciones estilísticas y otros por fuerza mayor, como cuando cayó un rayo en la torre.
Respecto al patrimonio de la iglesia, hay que hacer dos menciones. La primera, el órgano Aristide Cavaillé-Coll, el último fabricado por el famoso fabricante de órganos. Fue inaugurado el 10 de febrero de 1898 por varios músicos destacados de la provincia, como José Antonio Santesteban. Por otro lado, en el interior hay una colección de obras de arte que incluye retablos, tallas y pinturas de entre los siglos XVI y XIX.